# Stephen Williams (remero)
Stephen David Williams –conocido como Steve Williams– (Leamington Spa, 15 de abril de 1976) es un deportista británico que compitió en remo.
Participó en dos Juegos Olímpicos de Verano, obteniendo dos medallas, oro en Atenas 2004 y oro en Pekín 2008, en la prueba de cuatro sin timonel.
Ganó seis medallas en el Campeonato Mundial de Remo entre los años 2000 y 2006. Además de su carrera como remero, practicó el excursionismo extremo y el montañismo. En 2011 logró alcanzar el Polo Norte y subir a la cima del monte Everest.

## Palmarés internacional
| Juegos Olímpicos   | Juegos Olímpicos   | Juegos Olímpicos | Juegos Olímpicos   |
| Año                | Lugar              | Medalla          | Prueba             |
| ------------------ | ------------------ | ---------------- | ------------------ |
| 2004               | Atenas (Grecia)    | Medalla de oro   | Cuatro sin timonel |
| 2008               | Pekín (China)      | Medalla de oro   | Cuatro sin timonel |
| Campeonato Mundial |                    |                  |                    |
| Año                | Lugar              | Medalla          | Prueba             |
| 2000               | Zagreb (Croacia)   | Medalla de oro   | Cuatro con timonel |
| 2001               | Lucerna (Suiza)    | Medalla de oro   | Cuatro sin timonel |
| 2002               | Sevilla (España)   | Medalla de plata | Cuatro sin timonel |
| 2003               | Milán (Italia)     | Medalla de plata | Cuatro sin timonel |
| 2005               | Kaizu (Japón)      | Medalla de oro   | Cuatro sin timonel |
| 2006               | Eton (Reino Unido) | Medalla de oro   | Cuatro sin timonel |